# Ivan Bonač
Ivan Bonač, slovenski zdravnik higienik * 27. junij 1906, Gradec, † 2. oktober 1988, Ljubljana.

## Življenje in delo
Rodil se je 1908 v Gradcu finančnemu svetniku na železnici Ivanu Bonaču, bratu ljubljanskega industrialca F. Bonača. Ivan Bonač je svoje življenje posvetil preventivni medicini in znotraj te široke veje medicine predvsem higieni in socialni medicini. Medicino je študiral v Ljubljani, nadaljeval v Innsbrucku in 1932  doktoriral na Medicinski fakulteti v Beogradu. Specializacijo iz higiene je opravil leta 1937, vmes pa se je izpopolnjeval v Skopju in Beogradu ter v Nemčiji in Švici.
Od leta 1933 in vse do leta 1945 je deloval na Higienskem zavodu v Ljubljani pri Ivu Pircu (1891–1967). Med vojno je opravljal akcije za sanitetno-tehnično zaščito prebivalstva na ogroženih ozemljih, pomembnih za narodnoosvobodilno borbo. Po osvoboditvi leta 1945 je bil
imenovan za asistenta na novoustanovljenem Inštitutu za mikrobiologijo
pri Milici Petrovič Valentinčič (1900–1965) ter hkrati prevzel vodstvo protiepidemijske službe pri Republiškem sanitetnem inšpektoratu. Leta 1946 je bil imenovan
za honorarnega predavatelja higiene in socialne medicine na Medicinski fakulteti v Ljubljani ter kmalu napisal skripta Higiena za medicince in stomatologe. Leta 1953 pa je bil izvoljen za docenta, 1961 za izrednega profesorja, bil predstojnik Higienskega inštituta ter to delo opravljal vse do svoje upokojitve leta 1976. Pedagoške naloge je opravljal tudi na drugih visokih šolah. Kot 
epidemiolog in higienik je sodeloval pri mnogih zdravstvenih akcijah za zatiranje in preprečevanje golšavosti. Objavil je več učbenikov ter strokovno-znanstvenih in poljudnoznanstvenih člankov. 